# Stormyranskogen
Stormyranskogen är ett naturreservat i Sollefteå kommun i Västernorrlands län.
Området är naturskyddat sedan 2012 och är 17 hektar stort. Reservatet består av en äldre tall- och barrblandskog med mindre partier av sumpskogskaraktär.